# Ишимбаево (историческая местность)
Ишимбаево (баш. Ишембай) — деревня у реки Белой, ставшая ядром нефтепромысла имени Кирова, возникшего из четырёх скважин, пробурённых в 1929 году экспедицией, которую возглавлял геолог Алексей Александрович Блохин, а точнее — из забившей в 1932 году знаменитой скважины № 702.
Возле деревни появились землянки и дома нефтяников, вскоре переименованный в рабочий посёлок имени Кирова, он же п. Ишимбаево (будущие микрорайоны Старый Ишимбай и Заливной). Имя деревни передалось в название поселка, а тот дал название городу Ишимбаю, выросший на правом берегу реки Белой.
Вошла в состав города Ишимбая. Ныне на месте деревни находятся корпуса завода «Витязь».

## История

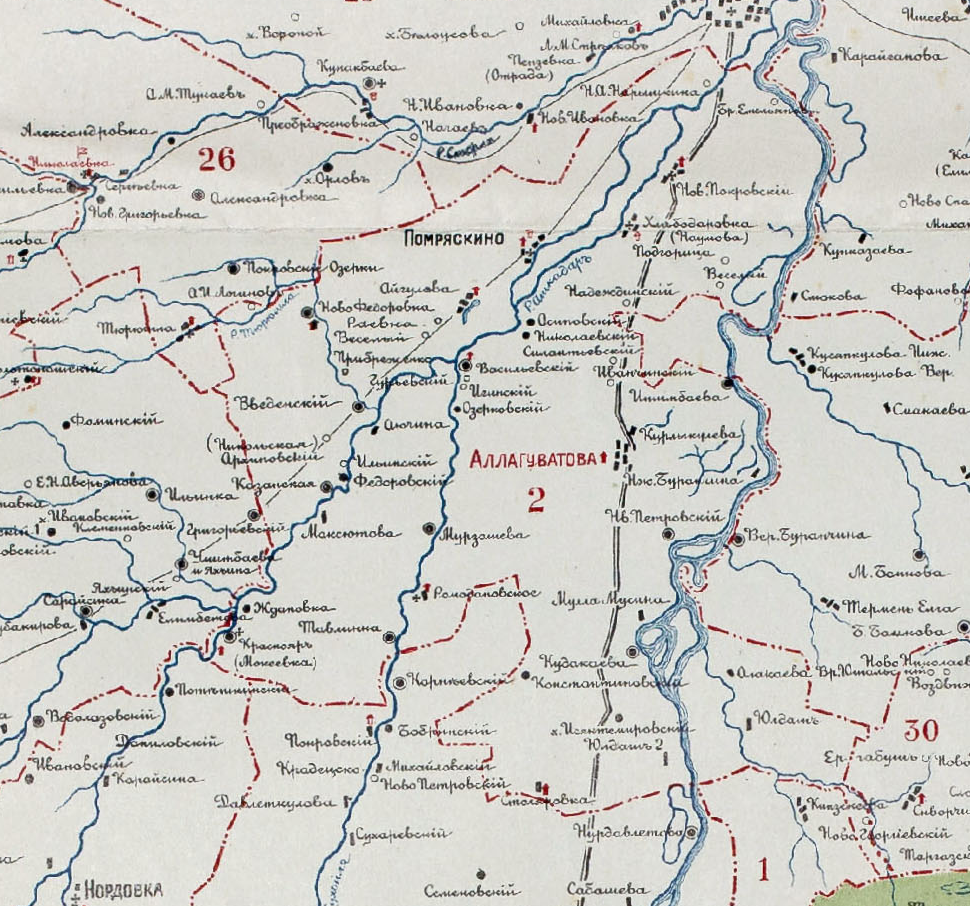
Аллагуватская волость (Стерлитамакский уезд 1914 года)

Первопоселенец — Ишимбай Акбердин (1770—1831). Помимо четырех дочерей у него были сыновья: Мухаметьян (1797—1834), Салимьян (1806 года), Исмагил (1815 года), Вильдан (1808 года), Аюп (или Аюб) (1813 года), Якуп (1818 года), Исхак (1828 года), Мухаметгали (1828 года рождения).
Первая фиксация деревни Ишимбаево — ревизская сказка 1816 года. Тогда деревня насчитывала один двор с 13 жителями. В 1839 году единственный двор в деревне из 28 человек имел 105 лошадей, 79 коров, 20 овец, 105 коз, 24 улья. Они посеяли 48 пудов озимого и 288 пудов ярового хлеба. На каждого члена семьи приходилось хлеба по 12 пудов. В середине XIX века 7 женатых сыновей Ишимбая Акбердина составляли один двор из 36 человек.
Ишимбай Акбердин и его дети были зажиточными крестьянами, чиновниками юртового и кантонного управлений. Деревня из одного двора имела все атрибуты власти — деревенского начальника, юртового десятника с административно-полицейскими функциями.
По X ревизии в ней имелось 18 дворов с 50 мужчинами и 45 женщинами. По переписи 1920 года — 298 человек и 59 домов.

## Известные уроженцы
Якупов, Минигалей Миниахметович  (Миннигали Якупов) (24 ноября 1932, д. Ишимбаево — 20 февраля 2010, Уфа) — башкирский писатель, журналист. Автор книг «Горы, увенчанные красными флагами», «Вечный огонь», «Сказы пройденной жизни», «Сотник, деревня, город Ишимбай», «Кто тиран-диктатор и кто отщепенец», «Мы — ленинцы».